# Rivalité Djokovic-Nadal
|                                 |  |  |
| Novak Djokovic et Rafael Nadal. |  |  |

Novak Djokovic et Rafael Nadal sont deux joueurs de tennis professionnels rivaux. Ils se sont partagé la première place mondiale du classement ATP du 7 juin 2010 au 6 novembre 2016, avec seulement 17 semaines d'interruption, soit 318 semaines. Ils se sont rencontrés quatre fois de suite en finale des quatre différents tournois du Grand Chelem en 2011/2012. Dans leurs confrontations, Djokovic mène 31 à 29, Nadal menant 11 à 7 pour ce qui est des confrontations en Grand Chelem. Avec neuf finales de Grand Chelem à leur actif, la paire Djokovic-Nadal est la seule avec le duo Federer-Nadal à en avoir joué autant.

## Bilan des confrontations
Sur leurs 60 face-à-face, Djokovic mène 31-29. Rafael Nadal mène leurs confrontations sur terre battue, sa surface de prédilection, où l'Espagnol mène 20-9 face au Serbe. Sur dur, le score penche cette fois en faveur de Djokovic (20-7) sur les surfaces rapides (sur surfaces dures dont 5-2 en indoor). Sur gazon, c'est l'égalité parfaite 2-2. En Grand chelem, Nadal mène 11-7.
|  | Novak Djokovic | 31 – 29 | Rafael Nadal |  |

## Liste des rencontres

### En simple

#### Rencontres officielles
D'après les données de l'ATP
| N° | Vainqueur (+ classement) | Vaincu (+ classement) | Drap. | Lieu         | Tournoi | Tournoi                | Date            | Tour              | Score                              | Surface | Surface             | Durée      | /     | /       |
| N° | Vainqueur (+ classement) | Vaincu (+ classement) | Drap. | Lieu         | Tournoi | Tournoi                | Date            | Tour              | Score                              | Surface | Surface             | Durée      | Année | Total   |
| -- | ------------------------ | --------------------- | ----- | ------------ | ------- | ---------------------- | --------------- | ----------------- | ---------------------------------- | ------- | ------------------- | ---------- | ----- | ------- |
| 60 | Novak Djokovic no 2      | Rafael Nadal no 161   |       | Paris        |         | Jeux Olympiques        | juillet 2024    | 1/16              | 2 sets : 6-1, 6-4                  |         | Terre battue        | 1 h 43 min | 0 / 1 | 29 / 31 |
| 59 | Rafael Nadal no 5        | Novak Djokovic no 1   |       | Paris        |         | G.C. Roland-Garros     | mai / juin 2022 | Quart             | 4 sets : 6-2, 4-6, 6-2, 7-64       |         | Terre battue        | 4 h 12 min | 1 / 0 | 29 / 30 |
| 58 | Novak Djokovic no 1      | Rafael Nadal no 3     |       | Paris        |         | G.C. Roland-Garros     | juin 2021       | Demie             | 4 sets : 3-6, 6-3, 7-64, 6-2       |         | Terre battue        | 4 h 11 min | 1 / 1 | 28 / 30 |
| 57 | Rafael Nadal no 2        | Novak Djokovic no 1   |       | Rome         |         | Masters de Rome        | mai 2021        | Finale            | 3 sets : 7-5, 1-6, 6-3             |         | Terre battue        | 2 h 49 min | 1 / 0 | 28 / 29 |
| 56 | Rafael Nadal no 2        | Novak Djokovic no 1   |       | Paris        |         | G.C. Roland-Garros     | octobre 2020    | Finale            | 3 sets : 6-0, 6-2, 7-5             |         | Terre battue (int.) | 2 h 41 min | 1 / 1 | 27 / 29 |
| 55 | Novak Djokovic no 2      | Rafael Nadal no 1     |       | Sydney       |         | ATP Cup                | janvier 2020    | Finale par équipe | 2 sets : 6-2, 7-64                 |         | Dur                 | 1 h 55 min | 0 / 1 | 26 / 29 |
| 54 | Rafael Nadal no 2        | Novak Djokovic no 1   |       | Rome         |         | Masters de Rome        | mai 2019        | Finale            | 3 sets : 6-0, 4-6, 6-1             |         | Terre battue        | 2 h 25 min | 1 / 1 | 26 / 28 |
| 53 | Novak Djokovic no 1      | Rafael Nadal no 2     |       | Melbourne    |         | G.C. Open d'Australie  | janvier 2019    | Finale            | 3 sets : 6-3, 6-2, 6-3             |         | Dur                 | 2 h 5 min  | 0 / 1 | 25 / 28 |
| 52 | Novak Djokovic no 21     | Rafael Nadal no 1     |       | Londres      |         | G.C. Wimbledon         | juillet 2018    | Demie             | 5 sets : 6-4, 3-6, 7-69, 3-6, 10-8 |         | Gazon (int.)        | 5 h 15 min | 1 / 1 | 25 / 27 |
| 51 | Rafael Nadal no 2        | Novak Djokovic no 18  |       | Rome         |         | Masters de Rome        | mai 2018        | Demie             | 2 sets : 7-64, 6-3                 |         | Terre battue        | 1 h 56 min | 1 / 0 | 25 / 26 |
| 50 | Rafael Nadal no 5        | Novak Djokovic no 2   |       | Madrid       |         | Masters de Madrid      | mai 2017        | Demie             | 2 sets : 6-2, 6-4                  |         | Terre battue        | 1 h 38 min | 1 / 0 | 24 / 26 |
| 49 | Novak Djokovic no 1      | Rafael Nadal no 5     |       | Rome         |         | Masters de Rome        | mai 2016        | Quart             | 2 sets : 7-5, 7-64                 |         | Terre battue        | 2 h 24 min | 0 / 3 | 23 / 26 |
| 48 | Novak Djokovic no 1      | Rafael Nadal no 5     |       | Indian Wells |         | Masters d'Indian Wells | mars 2016       | Demie             | 2 sets : 7-65, 6-2                 |         | Dur                 | 1 h 58 min | 0 / 2 | 23 / 25 |
| 47 | Novak Djokovic no 1      | Rafael Nadal no 5     |       | Doha         |         | Open de Doha           | janvier 2016    | Finale            | 2 sets : 6-1, 6-2                  |         | Dur                 | 1 h 13 min | 0 / 1 | 23 / 24 |
| 46 | Novak Djokovic no 1      | Rafael Nadal no 5     |       | Londres      |         | ATP World Tour Finals  | novembre 2015   | Demie             | 2 sets : 6-3, 6-3                  |         | Dur (int.)          | 1 h 19 min | 0 / 4 | 23 / 23 |
| 45 | Novak Djokovic no 1      | Rafael Nadal no 8     |       | Pékin        |         | Open de Chine          | octobre 2015    | Finale            | 2 sets : 6-2, 6-2                  |         | Dur                 | 1 h 30 min | 0 / 3 | 23 / 22 |
| 44 | Novak Djokovic no 1      | Rafael Nadal no 6     |       | Paris        |         | G.C. Roland-Garros     | juin 2015       | Quart             | 3 sets : 7-5, 6-3, 6-1             |         | Terre battue        | 2 h 30 min | 0 / 2 | 23 / 21 |
| 43 | Novak Djokovic no 1      | Rafael Nadal no 5     |       | Monte-Carlo  |         | Masters de Monte-Carlo | avril 2015      | Demie             | 2 sets : 6-3, 6-3                  |         | Terre battue        | 1 h 38 min | 0 / 1 | 23 / 20 |
| 42 | Rafael Nadal no 1        | Novak Djokovic no 2   |       | Paris        |         | G.C. Roland-Garros     | juin 2014       | Finale            | 4 sets : 3-6, 7-5, 6-2, 6-4        |         | Terre battue        | 3 h 31 min | 1 / 2 | 23 / 19 |
| 41 | Novak Djokovic no 2      | Rafael Nadal no 1     |       | Rome         |         | Masters de Rome        | mai 2014        | Finale            | 3 sets : 4-6, 6-3, 6-3             |         | Terre battue        | 2 h 19 min | 0 / 2 | 22 / 19 |
| 40 | Novak Djokovic no 2      | Rafael Nadal no 1     |       | Miami        |         | Masters de Miami       | mars 2014       | Finale            | 2 sets : 6-3, 6-3                  |         | Dur                 | 1 h 23 min | 0 / 1 | 22 / 18 |
| 39 | Novak Djokovic no 2      | Rafael Nadal no 1     |       | Londres      |         | ATP World Tour Finals  | novembre 2013   | Finale            | 2 sets : 6-3, 6-4                  |         | Dur (int.)          | 1 h 36 min | 3 / 3 | 22 / 17 |
| 38 | Novak Djokovic no 1      | Rafael Nadal no 2     |       | Pékin        |         | Open de Chine          | octobre 2013    | Finale            | 2 sets : 6-3, 6-4                  |         | Dur                 | 1 h 27 min | 3 / 2 | 22 / 16 |
| 37 | Rafael Nadal no 2        | Novak Djokovic no 1   |       | New York     |         | G.C. US Open           | septembre 2013  | Finale            | 4 sets : 6-2, 3-6, 6-4, 6-1        |         | Dur                 | 3 h 20 min | 3 / 1 | 22 / 15 |
| 36 | Rafael Nadal no 4        | Novak Djokovic no 1   |       | Montréal     |         | Masters du Canada      | août 2013       | Demie             | 3 sets : 6-4, 3-6, 7-62            |         | Dur                 | 2 h 28 min | 2 / 1 | 21 / 15 |
| 35 | Rafael Nadal no 4        | Novak Djokovic no 1   |       | Paris        |         | G.C. Roland-Garros     | juin 2013       | Demie             | 5 sets : 6-4, 3-6, 6-1, 63-7, 9-7  |         | Terre battue        | 4 h 37 min | 1 / 1 | 20 / 15 |
| 34 | Novak Djokovic no 1      | Rafael Nadal no 5     |       | Monte-Carlo  |         | Masters de Monte-Carlo | avril 2013      | Finale            | 2 sets : 6-2, 7-61                 |         | Terre battue        | 1 h 52 min | 0 / 1 | 19 / 15 |
| 33 | Rafael Nadal no 2        | Novak Djokovic no 1   |       | Paris        |         | G.C. Roland-Garros     | juin 2012       | Finale            | 4 sets : 6-4, 6-3, 2-6, 7-5        |         | Terre battue        | 3 h 49 min | 3 / 1 | 19 / 14 |
| 32 | Rafael Nadal no 2        | Novak Djokovic no 1   |       | Rome         |         | Masters de Rome        | mai 2012        | Finale            | 2 sets : 7-5, 6-3                  |         | Terre battue        | 2 h 20 min | 2 / 1 | 18 / 14 |
| 31 | Rafael Nadal no 2        | Novak Djokovic no 1   |       | Monte-Carlo  |         | Masters de Monte-Carlo | avril 2012      | Finale            | 2 sets : 6-3, 6-1                  |         | Terre battue        | 1 h 18 min | 1 / 1 | 17 / 14 |
| 30 | Novak Djokovic no 1      | Rafael Nadal no 2     |       | Melbourne    |         | G.C. Open d'Australie  | janvier 2012    | Finale            | 5 sets : 5-7, 6-4, 6-2, 65-7, 7-5  |         | Dur                 | 5 h 53 min | 0 / 1 | 16 / 14 |
| 29 | Novak Djokovic no 1      | Rafael Nadal no 2     |       | New York     |         | G.C. US Open           | septembre 2011  | Finale            | 4 sets : 6-2, 6-4, 63-7, 6-1       |         | Dur                 | 4 h 10 min | 0 / 6 | 16 / 13 |
| 28 | Novak Djokovic no 2      | Rafael Nadal no 1     |       | Londres      |         | G.C. Wimbledon         | juillet 2011    | Finale            | 4 sets : 6-4, 6-1, 1-6, 6-3        |         | Gazon               | 2 h 28 min | 0 / 5 | 16 / 12 |
| 27 | Novak Djokovic no 2      | Rafael Nadal no 1     |       | Rome         |         | Masters de Rome        | mai 2011        | Finale            | 2 sets : 6-4, 6-4                  |         | Terre battue        | 2 h 12 min | 0 / 4 | 16 / 11 |
| 26 | Novak Djokovic no 2      | Rafael Nadal no 1     |       | Madrid       |         | Masters de Madrid      | mai 2011        | Finale            | 2 sets : 7-5, 6-4                  |         | Terre battue        | 2 h 17 min | 0 / 3 | 16 / 10 |
| 25 | Novak Djokovic no 2      | Rafael Nadal no 1     |       | Miami        |         | Masters de Miami       | avril 2011      | Finale            | 3 sets : 4-6, 6-3, 7-64            |         | Dur                 | 3 h 21 min | 0 / 2 | 16 / 9  |
| 24 | Novak Djokovic no 3      | Rafael Nadal no 1     |       | Indian Wells |         | Masters d'Indian Wells | mars 2011       | Finale            | 3 sets : 4-6, 6-3, 6-2             |         | Dur                 | 2 h 25 min | 0 / 1 | 16 / 8  |
| 23 | Rafael Nadal no 1        | Novak Djokovic no 3   |       | Londres      |         | ATP World Tour Finals  | novembre 2010   | Poule             | 2 sets : 7-5, 6-2                  |         | Dur (int.)          | 1 h 52 min | 2 / 0 | 16 / 7  |
| 22 | Rafael Nadal no 1        | Novak Djokovic no 3   |       | New York     |         | G.C. US Open           | septembre 2010  | Finale            | 4 sets : 6-4, 5-7, 6-4, 6-2        |         | Dur                 | 3 h 43 min | 1 / 0 | 15 / 7  |
| 21 | Novak Djokovic no 3      | Rafael Nadal no 2     |       | Londres      |         | ATP World Tour Finals  | novembre 2009   | Poule             | 2 sets : 7-65, 6-3                 |         | Dur (int.)          | 1 h 58 min | 4 / 3 | 14 / 7  |
| 20 | Novak Djokovic no 3      | Rafael Nadal no 2     |       | Paris        |         | Masters de Paris-Bercy | novembre 2009   | Demie             | 2 sets : 6-2, 6-3                  |         | Dur (int.)          | 1 h 16 min | 4 / 2 | 14 / 6  |
| 19 | Novak Djokovic no 4      | Rafael Nadal no 2     |       | Cincinnati   |         | Masters de Cincinnati  | août 2009       | Demie             | 2 sets : 6-1, 6-4                  |         | Dur                 | 1 h 32 min | 4 / 1 | 14 / 5  |
| 18 | Rafael Nadal no 2        | Novak Djokovic no 3   |       | Madrid       |         | Masters de Madrid      | mai 2009        | Demie             | 3 sets : 3-6, 7-65, 7-69           |         | Terre battue        | 4 h 3 min  | 4 / 0 | 14 / 4  |
| 17 | Rafael Nadal no 1        | Novak Djokovic no 3   |       | Rome         |         | Masters de Rome        | mai 2009        | Finale            | 2 sets : 7-62, 6-2                 |         | Terre battue        | 2 h 3 min  | 3 / 0 | 13 / 4  |
| 16 | Rafael Nadal no 1        | Novak Djokovic no 3   |       | Monte-Carlo  |         | Masters de Monte-Carlo | avril 2009      | Finale            | 3 sets : 6-3, 2-6, 6-1             |         | Terre battue        | 2 h 43 min | 2 / 0 | 12 / 4  |
| 15 | Rafael Nadal no 1        | Novak Djokovic no 3   |       | Benidorm     |         | Coupe Davis            | mars 2009       | 1/8               | 3 sets : 6-3, 6-4, 6-1             |         | Terre battue        | 2 h 28 min | 1 / 0 | 11 / 4  |
| 14 | Rafael Nadal no 2        | Novak Djokovic no 3   |       | Pékin        |         | Jeux Olympiques        | août 2008       | Demie             | 3 sets : 6-4, 1-6, 6-4             |         | Dur                 | 2 h 10 min | 4 / 2 | 10 / 4  |
| 13 | Novak Djokovic no 3      | Rafael Nadal no 2     |       | Cincinnati   |         | Masters de Cincinnati  | août 2008       | Demie             | 2 sets : 6-1, 7-5                  |         | Dur                 | 1 h 26 min | 3 / 2 | 9 / 4   |
| 12 | Rafael Nadal no 2        | Novak Djokovic no 3   |       | Londres      |         | Queen's                | juin 2008       | Finale            | 2 sets : 7-66, 7-5                 |         | Gazon               | 2 h 16 min | 3 / 1 | 9 / 3   |
| 11 | Rafael Nadal no 2        | Novak Djokovic no 3   |       | Paris        |         | G.C. Roland-Garros     | juin 2008       | Demie             | 3 sets : 6-4, 6-2, 7-63            |         | Terre battue        | 2 h 49 min | 2 / 1 | 8 / 3   |
| 10 | Rafael Nadal no 2        | Novak Djokovic no 3   |       | Hambourg     |         | Masters de Hambourg    | mai 2008        | Demie             | 3 sets : 7-5, 2-6, 6-2             |         | Terre battue        | 3 h 3 min  | 1 / 1 | 7 / 3   |
| 9  | Novak Djokovic no 3      | Rafael Nadal no 2     |       | Indian Wells |         | Masters d'Indian Wells | mars 2008       | Demie             | 2 sets : 6-3, 6-2                  |         | Dur                 | 1 h 28 min | 0 / 1 | 6 / 3   |
| 8  | Rafael Nadal no 2        | Novak Djokovic no 3   |       | Shanghai     |         | Tennis Masters Cup     | novembre 2007   | Poule             | 2 sets : 6-4, 6-4                  |         | Dur (int.)          | 1 h 44 min | 5 / 2 | 6 / 2   |
| 7  | Novak Djokovic no 4      | Rafael Nadal no 2     |       | Montréal     |         | Masters de Montréal    | août 2007       | Demie             | 2 sets : 7-5, 6-3                  |         | Dur                 | 1 h 51 min | 4 / 2 | 5 / 2   |
| 6  | Rafael Nadal no 2        | Novak Djokovic no 4   |       | Londres      |         | G.C. Wimbledon         | juillet 2007    | Demie             | 3 sets : 3-6, 6-1, 4-1 ab.         |         | Gazon               | 1 h 41 min | 4 / 1 | 5 / 1   |
| 5  | Rafael Nadal no 2        | Novak Djokovic no 6   |       | Paris        |         | G.C. Roland-Garros     | juin 2007       | Demie             | 3 sets : 7-5, 6-4, 6-2             |         | Terre battue        | 2 h 28 min | 3 / 1 | 4 / 1   |
| 4  | Rafael Nadal no 2        | Novak Djokovic no 5   |       | Rome         |         | Masters de Rome        | mai 2007        | Quart             | 2 sets : 6-2, 6-3                  |         | Terre battue        | 1 h 41 min | 2 / 1 | 3 / 1   |
| 3  | Novak Djokovic no 10     | Rafael Nadal no 2     |       | Miami        |         | Masters de Miami       | mars 2007       | Quart             | 2 sets : 6-3, 6-4                  |         | Dur                 | 1 h 37 min | 1 / 1 | 2 / 1   |
| 2  | Rafael Nadal no 2        | Novak Djokovic no 13  |       | Indian Wells |         | Masters d'Indian Wells | mars 2007       | Finale            | 2 sets : 6-2, 7-5                  |         | Dur                 | 1 h 34 min | 1 / 0 | 2 / 0   |
| 1  | Rafael Nadal no 2        | Novak Djokovic no 63  |       | Paris        |         | G.C. Roland-Garros     | juin 2006       | Quart             | 2 sets : 6-4, 6-4, ab.             |         | Terre battue        | 1 h 54 min | 1 / 0 | 1 / 0   |

#### Rencontres non officielles
| N° | Vainqueur (+ classement) | Vaincu (+ classement) | Drap. | Lieu         | Date           | Tour       | Score                   | Surface | Surface    | /     | /     |
| N° | Vainqueur (+ classement) | Vaincu (+ classement) | Drap. | Lieu         | Date           | Tour       | Score                   | Surface | Surface    | Année | Total |
| -- | ------------------------ | --------------------- | ----- | ------------ | -------------- | ---------- | ----------------------- | ------- | ---------- | ----- | ----- |
| 1  | Rafael Nadal no 1        | Novak Djokovic no 2   |       | Bogota       | mars 2011      | Exhibition | 2 sets : 7-65, 6-3      |         | Dur (int.) | 1 / 0 | 1 / 0 |
| 2  | Novak Djokovic no 2      | Rafael Nadal no 1     |       | Santiago     | novembre 2013  | Exhibition | 2 sets : 7-63, 6-4      |         | Dur (int.) | 0 / 1 | 1 / 1 |
| 3  | Rafael Nadal no 1        | Novak Djokovic no 2   |       | Buenos Aires | novembre 2013  | Exhibition | 2 sets : 6-4, 7-5       |         | Dur        | 1 / 1 | 2 / 1 |
| 4  | Novak Djokovic no 1      | Rafael Nadal no 7     |       | Bangkok      | octobre 2015   | Exhibition | 2 sets : 6-4, 6-2       |         | Dur (int.) | 0 / 1 | 2 / 2 |
| 5  | Novak Djokovic no 1      | Rafael Nadal no 4     |       | Milan        | septembre 2016 | Exhibition | 2 sets : 6-4, 6-4       |         | Dur (int.) | 0 / 1 | 2 / 3 |
| 6  | Rafael Nadal no 2        | Novak Djokovic no 1   |       | Nur-Sultan   | octobre 2019   | Exhibition | 3 sets : 6-3, 3-6, 11-9 |         | Dur (int.) | 1 / 0 | 3 / 3 |

### En double

#### Rencontres officielles
D'après les données de l'ATP
| N° | Vainqueurs                  | Vaincus                         | Drap. | Lieu     | Tournoi | Tournoi           | Date         | Tour     | Score              | Surface | Surface | /     | /     |
| N° | Vainqueurs                  | Vaincus                         | Drap. | Lieu     | Tournoi | Tournoi           | Date         | Tour     | Score              | Surface | Surface | Année | Total |
| -- | --------------------------- | ------------------------------- | ----- | -------- | ------- | ----------------- | ------------ | -------- | ------------------ | ------- | ------- | ----- | ----- |
| 1  | Rafael Nadal Francisco Roig | Novak Djokovic Dušan Vemić      |       | Montréal |         | Masters du Canada | août 2009    | 1er tour | 2 sets : 7-5, 6-4  |         | Dur     | 1 / 0 | 1 / 0 |
| 2  | Rafael Nadal Juan Mónaco    | Novak Djokovic Filip Krajinović |       | Doha     |         | Tournoi de Doha   | janvier 2015 | Demie    | 2 sets : 7-63, 6-1 |         | Dur     | 1 / 0 | 2 / 0 |

## Tableau comparatif
| Confrontation                            | Rafael Nadal | Novak Djokovic | Total |
| ---------------------------------------- | ------------ | -------------- | ----- |
| Au total                                 | 29           | 31             | 60    |
| Sur terre battue                         | 20           | 9              | 29    |
| Sur gazon                                | 2            | 2              | 4     |
| Sur dur                                  | 7            | 20             | 27    |
| dur extérieur                            | 5            | 16             | 21    |
| dur intérieur                            | 2            | 5              | 7     |
| Sur moquette                             | 0            | 0              | 0     |
| Surface rapide (Dur/Gazon/Moquette)      | 9            | 22             | 31    |
| extérieur                                | 26           | 25             | 51    |
| intérieur                                | 3            | 5              | 8     |
| Grand Chelem                             | 11           | 7              | 18    |
| Masters                                  | 2            | 3              | 5     |
| Masters 1000                             | 13           | 16             | 29    |
| 500 series                               | 0            | 2              | 2     |
| 250 series                               | 1            | 1              | 2     |
| Jeux Olympiques                          | 1            | 1              | 2     |
| Coupe Davis                              | 1            | 0              | 1     |
| ATP Cup                                  | 0            | 1              | 1     |
| Finale de Grand Chelem                   | 5            | 4              | 9     |
| Finale de Masters                        | 0            | 1              | 1     |
| Finale de Masters 1000                   | 7            | 7              | 14    |
| Finale                                   | 13           | 15             | 28    |
| Match en 2 sets gagnants                 | 17           | 24             | 33    |
| Match en 3 sets gagnants                 | 12           | 7              | 19    |
| Victoire en 5 sets                       | 1            | 2              | 3     |
| Victoire en 3 sets (match en 5 sets)     | 5            | 2              | 7     |
| Victoire en 2 sets gagnants              | 14           | 24             | 38    |
| Remontée de 1 set à 0 (match en 3 sets)  | 2            | 3              | 5     |
| Remontée de 2 sets à 0 (match en 5 sets) | 0            | 0              | 0     |
| Victoire en sauvant des balles de match* | 1            | 0              | 1     |
| Victoires d'affilée                      | 5            | 7 (× 2)        | -     |
| Tie-break remportés                      | 10           | 9              | 19    |
| 6-0 remporté                             | 2            | 0              | 2     |
| Exhibition                               | 3            | 3              | 6     |
| 2006                                     | 1            | 0              | 1     |
| 2007                                     | 5            | 2              | 7     |
| 2008                                     | 4            | 2              | 6     |
| 2009                                     | 4            | 3              | 7     |
| 2010                                     | 2            | 0              | 2     |
| 2011                                     | 0            | 6              | 6     |
| 2012                                     | 3            | 1              | 4     |
| 2013                                     | 3            | 3              | 6     |
| 2014                                     | 1            | 2              | 3     |
| 2015                                     | 0            | 4              | 4     |
| 2016                                     | 0            | 3              | 3     |
| 2017                                     | 1            | 0              | 1     |
| 2018                                     | 1            | 1              | 2     |
| 2019                                     | 1            | 1              | 2     |
| 2020                                     | 1            | 1              | 2     |
| 2021                                     | 1            | 1              | 2     |
| 2022                                     | 1            | 0              | 1     |
| 2024                                     | 0            | 1              | 1     |
| Espagne                                  | 2            | 1              | 3     |
| Serbie                                   | 0            | 0              | 0     |

## Historique

### 2006
La première rencontre entre les deux joueurs se déroule à Roland-Garros en quarts de finale. Nadal gagne ce match grâce à l'abandon de Djokovic après que Nadal a pris les deux premiers sets(6/4 6/4)

### 2007
En 2007, Nadal remporte cinq de leurs sept confrontations.
La première rencontre a lieu lors de la finale du Masters d'Indian Wells. C'est la première finale de Djokovic lors d'un Masters 1000, tandis que Nadal en est à sa sixième. Ce dernier remporte le match en 94 minutes. Djokovic prend sa revanche la semaine suivante en battant Nadal pour la première fois en quart de finale du Masters de Miami en seulement 97 minutes.
Ils se rencontrent ensuite deux fois sur terre battue, alors que Nadal continue sa domination sur cette surface. Il bat Djokovic en quarts de finale du Masters de Rome avant de remporter le titre. Il en fait de même lors de la conquête de son deuxième titre du Grand Chelem, à Roland-Garros, un mois plus tard. Nadal y domine Djokovic en demi-finale alors que celui-ci atteignait pour la première fois ce niveau en grand Chelem. Ils se retrouvent pour la première fois sur gazon, lors des demi-finales de Wimbledon. Djokovic est contraint de concéder le gain du match à Nadal sur abandon à un set partout.
Aux Masters du Canada à Montréal, Djokovic remporte sa deuxième victoire sur Nadal en battant l'Espagnol en demi-finale avant de gagner son second Masters 1000.
Les deux joueurs sont opposés une dernière fois fin 2007 à l'occasion des Masters de tennis à Shanghai. Nadal s'impose facilement.

### 2008
Djokovic et Nadal se rencontrent six fois en 2008, Nadal portant son avantage contre Djokovic à 10-4.
Djokovic défait Nadal en demi-finale au Masters d'Indian Wells lors de leur premier match de l'année. Djokovic est ensuite battu par Nadal en demi-finale du Masters de Hambourg. Puis ils se retrouvent pour la troisième fois consécutive en demi-finale de Roland-Garros, et Nadal domine Djokovic sans perdre un set.
Ils sont ensuite opposés en finale du tournoi du Queen's à Londres, Nadal remportant son premier titre sur gazon.
Lors de leur cinquième confrontation de l'année, Djokovic défait Nadal en demi-finale du Masters de Cincinnati.
Leur sixième dernier match de l'année se déroule en demi-finale des Jeux olympiques de Pékin où Nadal gagne avant de remporter l'or olympique, le Serbe se contentant du bronze.

### 2009
En 2009, ils se rencontrent sept fois ; Nadal gagne quatre de leurs confrontations, Djokovic les trois autres.
La première confrontation a lieu au premier tour de la Coupe Davis où Nadal bat Djokovic en 3 sets faciles 6-4 6-4 6-1. La deuxième confrontation a lieu en finale du Masters de Monte-Carlo, où Rafael Nadal gagne un match serré en trois sets 6-3 2-6 6-1 et en profite pour y remporter son cinquième titre consécutif. Dans la foulée, Djokovic doit défendre son titre au Masters de Rome pour éviter de perdre sa place de numéro 4 mondial. Il parvient en finale, mais s'incline en deux sets face à Nadal.
Ils se retrouvent pour la quatrième fois consécutive sur terre battue en demi-finale du Masters de Madrid. Nadal termine victorieux en sauvant trois balles de match lors d'un match de longue durée. Le match, de 4 h 3, est alors le match le plus long simple en trois sets sur l'ATP World Tour depuis le début de l'ère Open. Cette rencontre est d'ailleurs élue le meilleur match de l'année par les fans et les critiques. Djokovic admet après coup qu'il lui aura fallu beaucoup de temps pour surmonter cette défaite.
Djokovic défait Nadal pour la première fois cette année-là au Masters de Cincinnati, en 92 minutes. Djokovic a ensuite remporté son premier Masters 1000 en écrasant Nadal en demi-finale de l'Open BNP Paribas à Paris. Une dernière opposition a lieu lors des finales de l'ATP World Tour à Londres. Djokovic gagne et porte son bilan du Round Robin à 2-1.

### 2010
Les deux joueurs ne se rencontrent que deux fois en 2010, à chaque fois au profit de Nadal.
Djokovic et Nadal se sont affrontés pour la première fois en finale de Grand Chelem à l'US Open. Nadal remporte le match en quatre sets (3 heures et 43 minutes), devenant ainsi le plus jeune joueur de l'ère Open réaliser le Grand Chelem.
Leur deuxième rencontre a lieu pendant le Round Robin des Masters de Londres, et Nadal domine Djokovic en deux sets.

### 2011
En 2011, la tendance s'inverse, et c'est Djokovic qui remporte toutes leurs confrontations, au nombre de six cette année-là, dont deux finales de Grand Chelem.
Avant leur première rencontre de l'année au Masters d'Indian Wells, Djokovic n'a pas perdu un match en 2011 et il confirme son excellente forme en battant Nadal pour finalement remporter son deuxième titre à Indian Wells.
Deux semaines plus tard, ils se retrouvent en finale du Masters de Miami, que Djokovic remporte deux sets à un.
Sur terre battue, Djokovic et Nadal s'affrontent à deux reprises au printemps. En finale du Masters de Madrid, Djokovic gagne pour la première fois contre Nadal sur terre battue, en deux sets. Il réitère sa performance au Masters de Rome en battant Nadal, toujours en deux sets.
Djokovic et Nadal se retrouvent pour la cinquième fois de l'année en finale de Wimbledon : Djokovic vainc Rafael Nadal en quatre sets (2 heures et 28 minutes), remportant son premier titre à Wimbledon.
Enfin, ils rééditent l'affiche de la finale de l'US Open, proposant une revanche de l'année précédente. Djokovic y remporte son troisième Grand Chelem de l'année, dominant Nadal à nouveau en quatre sets.

### 2012
La première opposition entre Djokovic et Nadal, respectivement numéros 1 et 2 mondiaux, se déroule en finale de l'Open d'Australie. Ce match à la Rod Laver Arena est alors leur troisième opposition consécutive en finale de Grand Chelem, après Wimbledon et l'US Open. Djokovic l'emporte en cinq sets très disputés, au cours de la plus longue finale de Grand Chelem de l'histoire, d'une durée de 5 h 53.
Les deux joueurs se retrouvent plus tard sur terre battue en finale du Masters de Monte-Carlo et du Masters de Rome oú Nadal domine Djokovic à chaque fois en deux sets.
La quatrième opposition se déroule en finale de Roland-Garros. Nadal l'emporte en quatre sets. Il remporte ainsi son troisième match d'affilée sur terre battue.

### 2013
Djokovic parvient a arrêter la série de 8 victoires consécutives de Nadal à Monaco. Il rate 4 balles de 6-0 sur le service de Nadal au premier set, mais Nadal effectue un bon retour, servant même pour revenir à 5-3. Il perd finalement son service et la première manche, 6-2. Novak Djokovic conclut la rencontre au tie break du deuxième set après avoir empêché Nadal de confirmer ses breaks à 2 reprises.
Ils se retrouvent en demi-finale de Roland Garros au terme d'un match marathon en 5 sets de 4h 37. Nadal menait 6-4, 3-2 break d'avance, Djokovic parvient à remporter le second set 6-3. Mais Djokovic perd le troisième set 6-1 dans lequel il s'effondre physiquement. Au quatrième set, Nadal breake à 3 partout mais Djokovic parvient immédiatement à débreaker Nadal et revenir à 4 partout. À 5 partout, Nadal breake à nouveau Djokovic et Nadal se retrouve à servir pour le gain du match. Mais Djokovic débreake à nouveau et recolle à 6 partout pour finalement remporter le quatrième set au tie-break. Dans le cinquième set, Djokovic breake d'entrée, menant 2-0. À 4-3, Nadal parvient à prendre le service de Djokovic au terme d'une situation rare : Service Djokovic. 40-40. Le Serbe domine le jeu et va conclure une balle au filet mais dans la précipitation, touche le filet. L'arbitre accorde finalement le point à l'Espagnol qui obtient une balle de débreak. Au terme d'une fin de jeu encore disputée, Nadal conclut le break et revient à 4 partout. Par la suite, aucun des deux joueurs ne cède son engagement et il faut attendre à 8-7 pour que Nadal parvienne à breaker Djokovic et remporter 9-7 ce cinquième set. Nadal sort vainqueur de ce match époustouflant.
Au tournoi de Montréal, l'Espagnol est déterminé. Breakant d'entrée le Serbe, il impose son tempo, servant même pour le match à 5-2. Mais Novak Djokovic réagit en débreakant puis en confirmant sa mise en jeu. Malheureusement pour lui, Nadal confirme son engagement, concluant le set 6-4. Au deuxième set, plus équilibré, les deux joueurs se rendent coup sur coup, mais Rafa est le premier à craquer, cédant son service à 4-3. Le No 1 mondial conclut le set 6-3. Un dernier set s'engage donc entre les 2 joueurs du top 4 mondial, où chacun confirme son service. Il faut un tie break pour les départager, mais Nadal, faisant moins de fautes directes, mène rapidement 6-0 dans ce jeu décisif. Il achève le Serbe à 7-2, remportant son cinquième succès sur Novak en 6 rencontres et le premier sur dur depuis la finale de l'Open d'Australie 2012.
À l'US Open, ils se rencontrent pour la 37e fois, un record dans l'ère open dont la 6e finale en Grand Chelem. Dans le premier set, Nadal breake rapidement à 1 partout et puis breake de nouveau
à 4-2 et sert pour le gain du set et le remporte 6-2. Dans le second set, c'est un vrai combat, Djokovic est le premier à se procurer des balles de break à 1-0 mais Nadal les sauve. À 3-2, Djokovic breake après un rallye exceptionnel de 54 coups pour mener 4-2. Mais Nadal débreake et revient à 4-3 puis Djokovic parvient encore une fois à prendre le service de Nadal pour mener 5-3 et servir pour le set. Djokovic remporte le second set 6-3. Sur sa lancée, Djokovic breake d'entrée sur un jeu blanc et confirme son break pour mener 2-0. Puis Djokovic rate une balle de double break pour mener 3-0 mais Nadal sauve sa mise en jeu et revient à 2-1. À 3-2, Djokovic fait la course en tête mais Nadal débreake et recolle à 3 partout. À 4 partout, Djokovic se procure des nouvelles balles de break mais Nadal s'en sort pour mener 5-4. Puis Nadal parvient à prendre le service de Djokovic et remporte le set 6-4. À l'entame du quatrième set, Djokovic gâche encore des balles de break et est mené 1-0 puis se fait breaker en se retrouvant mené 2-0 et rapidement 3-0. À 4-1, Nadal convertit une balle de break et mène désormais 5-1. Puis Nadal achève sur sa mise en jeu ce quatrième set 6-1. Nadal remporte ce match et gagne son premier Grand Chelem hors terre battue depuis l'US Open 2010 en battant aussi Djokovic en finale.
Lors du tournoi de Pékin, ils se rencontrent une nouvelle fois. Le score est sans appel 6-3, 6-4 en faveur de Djokovic mais ce dernier cède sa place de no 1 mondial au profit de Nadal.
Ils se rencontrent en finale aux Masters et c'est Djokovic qui l'emporte sur un score expéditif de 6-3, 6-4.

### 2014
Pour leur quarantième confrontation dont la vingtième en finale, ils se rencontrent au Masters de Miami et tourne à l'avantage de Djokovic sur le score de 6-3, 6-3.
Ils se retrouvent en finale du Masters de Rome pour la quatrième fois et c'est Djokovic qui l'emporte en 3 sets 4-6, 6-3, 6-3.
Pour leur sixième confrontation à Roland Garros et leur septième finale dans un tournoi du Grand Chelem, Djokovic démarre bien et remporte le premier set mais Nadal se reprend et remporte les trois sets suivants donc victoire finale de Nadal 3-6, 7-5, 6-2, 6-4.

### 2015
Pour leur première rencontre en 2015, ils se rencontrent au Masters de Monte-Carlo et c'est Djokovic qui l'emporte en 2 sets 6-3, 6-3. Ils se retrouveront ensuite en quart de finale du tournoi de Roland Garros ou Djokovic remportera une nouvelle fois ce match en 3 sets 7-5, 6-3, 6-1, ce sera la première victoire de Djokovic sur Nadal dans ce tournoi, et la deuxième défaite de Nadal en onze participations.
Ils se retrouvent ensuite pour leur toute première finale en 2015 à l'Open de Chine qui voit la victoire du Serbe 6-2, 6-2.
Ensuite, Ils se rencontrent en demi-finale du Masters et c'est encore une nouvelle fois Djokovic qui s'impose en 2 sets 6-3, 6-3.

### 2016
Pour leur première rencontre en 2016, c'est en finale d'un ATP 250 qu'ils se jouent, cela n'était plus arrivé depuis la finale du Queen's en 2008. C'est Novak Djokovic qui remporte ce match à sens unique sur le score de 6-1, 6-2. C'est ainsi une grande première ; en 47 confrontations, c'est la première fois que le Serbe domine dans le face-à-face.
Ils se jouent ensuite à Indian Wells, bien qu'ils jouent un tie break pour la première fois depuis 2013 (Montréal), Djokovic remporte encore le match en 2 sets sur le score de 7-65, 6-2. C'est sa 2e victoire en 2016 et la 6e de suite.
Pour leur première rencontre sur terre battue en 2016, c'est de nouveau Djokovic qui s'impose encore en 2 sets sur le score de 7-5, 7-64 en quart à Rome, et obtient sa 7e victoire de suite.

### 2017
Pour seule confrontation en 2017, c'est en demi-finale du Masters 1000 de Madrid sur terre battue, Nadal s'impose 6-2, 6-4 en 1 h 38 de jeu et bat Djokovic pour la 1re fois depuis Roland Garros en 2014.

### 2018
Pour leur première confrontation en 2018, c'est en demi-finale du Masters 1000 de Rome sur terre battue, Nadal s'impose 7-64, 6-3 en 1 h 56 de jeu et bat Djokovic pour la 2e fois d'affilée. Ce n'était plus arrivé depuis les trois victoires de suite de Nadal en 2013.
Ils se retrouvent ensuite lors de Wimbledon pour leur 4e confrontation sur Gazon, où le Serbe s'impose au terme d'un match dantesque et très accroché, 6-4, 3-6, 7-69, 3-6, 10-8 en 5 h 15.

### 2019
Leur première rencontre en 2019 a lieu en finale de l'Open d'Australie. Victoire de Djokovic en 3 sets 6-3, 6-2, 6-3, Nadal était dominé très largement ne trouvant pas la solution face au jeu très rapide du Serbe, brisant même la volonté légendaire du Majorquin, la presse parlant même de démonstration. Première défaite de Nadal en finale de Grand-Chelem sans gagner un set en 24 finales jouées, c'est aussi la finale la plus rapide entre les 2 hommes en seulement 2 heures et 5 minutes de jeu.
Les deux joueurs se retrouvent ensuite au Masters de Rome. Nadal s'impose en 3 sets (6-0, 4-6, 6-1) en 2 heures et 25 minutes de jeu après avoir infligé une bulle à Djokovic. La première depuis leurs 54 confrontations.

### 2020
Djokovic bat en debut d'annee lors de la finale de l'ATP Cup l'Espagnol en deux sets 6-2, 7-64 et offre a la Serbie le titre.
Nadal surclasse Djokovic en finale de Roland Garros sur le score de 6-0, 6-2, 7-5.

### 2021
Nadal bat Djokovic en finale du Masters de Rome en trois sets (7-5, 1-6, 6-3) après 2 heures et 49 minutes de jeu.
Les deux hommes se rencontrent ensuite à Paris. Djokovic affronte Nadal en demi-finale de Roland-Garros 2021. Le Serbe s'impose en quatre sets face à l'Espagnol (3-6, 6-3, 7-6, 6-2) après 4 heures et 11 minutes de jeu.

### 2022
Pour leur 10e confrontation à Roland Garros, un record, Nadal sort vainqueur de cette confrontation et prend sa revanche de l'année dernière. Nadal s'impose en quatre sets face au Serbe (6-2, 4-6, 6-2, 7-6) après 4 heures et 12 minutes de jeu.

### 2024
Pour leur 60e confrontation, la 11e sur le site de Roland Garros dans le cadre des jeux olympiques, Djokovic sort vainqueur de la confrontation 6-1 6-4 au 2e tour du tournoi qu'il remportera le 4 août. Il prend ainsi sa revanche de la demi-finale perdue en 2008 aux JO de Pékin.

## Records de la rivalité Djokovic / Nadal
- Durant l'ère open, c'est la paire qui s'est rencontrée le plus souvent, soit 60 fois.
- Durant l'ère open, c'est la paire qui s'est rencontrée le plus souvent en finale, soit 28 fois.
- Durant l'ère open, c'est la paire avec celle de Federer-Nadal qui s'est rencontrée le plus souvent en finale de Grand Chelem, soit 9 fois.
- Durant l'ère open, c'est la paire qui s'est rencontrée le plus souvent dans un même tournoi à Roland-Garros, soit 10 fois.
- Durant l'ère open, c'est la paire qui s'est rencontrée le plus souvent en Grand Chelem, soit 18 fois.
- Durant l'ère open, ils détiennent la plus longue finale en Grand Chelem (5h53 à l'open d'Australie en 2012).
- Durant l'ère open, c'est la seule paire avec celle de Djokovic-Murray qui s'est rencontrée en finale des quatre différents Grands Chelems.
  1. Nadal-Djokovic (US Open 2010, Wimbledon 2011, Open d'Australie 2012, Roland-Garros 2012)
  2. Djokovic-Murray (Open d'Australie 2011, US Open 2012, Wimbledon 2013, Roland-Garros 2016)
- Durant l'ère open, c'est la seule paire qui s'est rencontrée en finale des quatre différents Grands Chelems consécutivement.
  1. Nadal-Djokovic (Wimbledon 2011, US Open 2011, Open d'Australie 2012, Roland-Garros 2012)
- Bien qu'accusant une moyenne de 2 défaites pour 1 victoire, Djokovic est de loin le joueur qui a le plus souvent battu Nadal sur terre-battue, l'ayant emporté contre lui à 9 reprises sur cette surface alors qu'aucun autre joueur n'y a battu Nadal plus de 4 fois.

## Période de domination Djokovic / Nadal dans les principales compétitions
| 2024 | Jannik Sinner Daniil Medvedev     | Carlos Alcaraz Alexander Zverev   | Carlos Alcaraz Novak Djokovic    | Jannik Sinner Taylor Fritz           | Jannik Sinner Taylor Fritz              | Novak Djokovic Carlos Alcaraz     | Italie Pays-Bas            | Jannik Sinner Alexander Zverev |
| 2023 | Novak Djokovic Stéfanos Tsitsipás | Novak Djokovic Casper Ruud        | Carlos Alcaraz Novak Djokovic    | Novak Djokovic Daniil Medvedev       | Novak Djokovic Jannik Sinner            | —                                 | Italie Australie           | Novak Djokovic Carlos Alcaraz  |
| 2022 | Rafael Nadal Daniil Medvedev      | Rafael Nadal Casper Ruud          | Novak Djokovic Nick Kyrgios      | Carlos Alcaraz Casper Ruud           | Novak Djokovic Casper Ruud              | —                                 | Canada Australie           | Carlos Alcaraz Rafael Nadal    |
| 2021 | Novak Djokovic Daniil Medvedev    | Novak Djokovic Stéfanos Tsitsipás | Novak Djokovic Matteo Berrettini | Daniil Medvedev Novak Djokovic       | Alexander Zverev Daniil Medvedev        | Alexander Zverev Karen Khachanov  | Russie Croatie             | Novak Djokovic Daniil Medvedev |
| 2020 | Novak Djokovic Dominic Thiem      | Rafael Nadal Novak Djokovic       | N/O                              | Dominic Thiem Alexander Zverev       | Daniil Medvedev Dominic Thiem           | —                                 | —                          | Novak Djokovic Rafael Nadal    |
| 2019 | Novak Djokovic Rafael Nadal       | Rafael Nadal Dominic Thiem        | Novak Djokovic Roger Federer     | Rafael Nadal Daniil Medvedev         | Stéfanos Tsitsipás Dominic Thiem        | —                                 | Espagne Canada             | Rafael Nadal Novak Djokovic    |
| 2018 | Roger Federer Marin Čilić         | Rafael Nadal Dominic Thiem        | Novak Djokovic Kevin Anderson    | Novak Djokovic Juan Martín del Potro | Alexander Zverev Novak Djokovic         | —                                 | Croatie France             | Novak Djokovic Rafael Nadal    |
| 2017 | Roger Federer Rafael Nadal        | Rafael Nadal Stanislas Wawrinka   | Roger Federer Marin Čilić        | Rafael Nadal Kevin Anderson          | Grigor Dimitrov David Goffin            | —                                 | France Belgique            | Rafael Nadal Roger Federer     |
| 2016 | Novak Djokovic Andy Murray        | Novak Djokovic Andy Murray        | Andy Murray Milos Raonic         | Stanislas Wawrinka Novak Djokovic    | Andy Murray Novak Djokovic              | Andy Murray Juan Martín del Potro | Argentine Croatie          | Andy Murray Novak Djokovic     |
| 2015 | Novak Djokovic Andy Murray        | Stanislas Wawrinka Novak Djokovic | Novak Djokovic Roger Federer     | Novak Djokovic Roger Federer         | Novak Djokovic Roger Federer            | —                                 | Grande-Bretagne Belgique   | Novak Djokovic Andy Murray     |
| 2014 | Stanislas Wawrinka Rafael Nadal   | Rafael Nadal Novak Djokovic       | Novak Djokovic Roger Federer     | Marin Čilić Kei Nishikori            | Novak Djokovic Roger Federer            | —                                 | Suisse France              | Novak Djokovic Roger Federer   |
| 2013 | Novak Djokovic Andy Murray        | Rafael Nadal David Ferrer         | Andy Murray Novak Djokovic       | Rafael Nadal Novak Djokovic          | Novak Djokovic Rafael Nadal             | —                                 | République tchèque Serbie  | Rafael Nadal Novak Djokovic    |
| 2012 | Novak Djokovic Rafael Nadal       | Rafael Nadal Novak Djokovic       | Roger Federer Andy Murray        | Andy Murray Novak Djokovic           | Novak Djokovic Roger Federer            | Andy Murray Roger Federer         | République tchèque Espagne | Novak Djokovic Roger Federer   |
| 2011 | Novak Djokovic Andy Murray        | Rafael Nadal Roger Federer        | Novak Djokovic Rafael Nadal      | Novak Djokovic Rafael Nadal          | Roger Federer Jo-Wilfried Tsonga        | —                                 | Espagne Argentine          | Novak Djokovic Rafael Nadal    |
| 2010 | Roger Federer Andy Murray         | Rafael Nadal Robin Söderling      | Rafael Nadal Tomáš Berdych       | Rafael Nadal Novak Djokovic          | Roger Federer Rafael Nadal              | —                                 | Serbie France              | Rafael Nadal Roger Federer     |
| 2009 | Rafael Nadal Roger Federer        | Roger Federer Robin Söderling     | Roger Federer Andy Roddick       | J. M. del Potro Roger Federer        | Nikolay Davydenko Juan Martín del Potro | —                                 | Espagne République tchèque | Roger Federer Rafael Nadal     |
| 2008 | Novak Djokovic Jo-Wilfried Tsonga | Rafael Nadal Roger Federer        | Rafael Nadal Roger Federer       | Roger Federer Andy Murray            | Novak Djokovic Nikolay Davydenko        | Rafael Nadal Fernando González    | Espagne Argentine          | Rafael Nadal Roger Federer     |
| 2007 | Roger Federer Fernando González   | Rafael Nadal Roger Federer        | Roger Federer Rafael Nadal       | Roger Federer Novak Djokovic         | Roger Federer David Ferrer              | —                                 | États-Unis Russie          | Roger Federer Rafael Nadal     |
| 2006 | Roger Federer Márcos Baghdatís    | Rafael Nadal Roger Federer        | Roger Federer Rafael Nadal       | Roger Federer Andy Roddick           | Roger Federer James Blake               | —                                 | Russie Argentine           | Roger Federer Rafael Nadal     |
| 2005 | Marat Safin Lleyton Hewitt        | Rafael Nadal Mariano Puerta       | Roger Federer Andy Roddick       | Roger Federer Andre Agassi           | David Nalbandian Roger Federer          | —                                 | Croatie Slovaquie          | Roger Federer Rafael Nadal     |